# Georgy Catoire

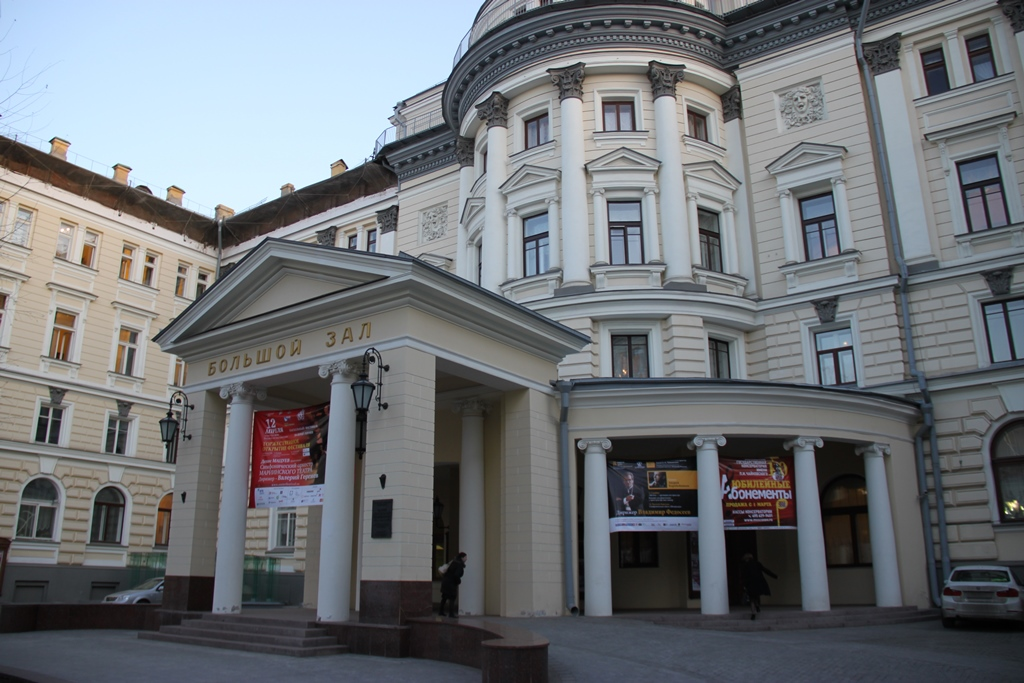
Conservatorio Chaikovski de Moscú

Georgy Lvovitch Catoire, también conocido como Georges Catoire, nacido el 27 de abril de 1861 en Moscú y falleció el 21 de mayo de 1926 en la misma ciudad, es un compositor ruso de origen francés, autor de más de 30 obras, así como del tratado científico Curso teórico de armonía y del tratado La Forme Musicale.
Su música está influenciada por las obras de Richard Wagner. Estudió en Berlín con Karl Klindworth. Fue profesor de composición en el Conservatorio Chaikovski de Moscú de 1917 a 1926.

## Biografía
Nacido en Moscú el 27 de abril de 1861, Georges Lvovitch Catoire provenía de una rama de la familia nobiliaria francesa Catoire establecida en Rusia hacia 1817 con Auguste Catoire de Bioncourt (1789-1831) que tomó la nacionalidad rusa en 1825.
Aprendió a tocar el piano durante su infancia y después se interesó por la música de Richard Wagner. En 1875, tomó lecciones de piano con Karl Klindworth (1830-1916), amigo de Richard Wagner, en el Conservatorio de Moscú, donde enseñaba, a petición de Nicolaï Rubinstein, desde 1868, tras pasar catorce años en Londres. Después marchó a Berlín en 1882, tras la muerte de Rubinstein.
Catoire se unió a la Sociedad Wagner en 1879  .
En 1884 se licenció en matemáticas en la Universidad de Moscú, pero prefirió dedicarse a la música.
Asistió al festival de Bayreuth en 1885  y se convirtió en uno de los primeros músicos rusos en saludar el genio de Wagner. Ese mismo año conoció a Chaikovski, quien lo describió en una carta a Rimski-Kórsakov como « de mucho talento » .
A finales de 1885 se trasladó a Berlín, donde continuó estudiando con Klindworth y tomó lecciones de composición de Tirsch y después de Philippe Bartholomé Rüfer.
Siguiendo el consejo de Rimski-Kórsakov, estudió con Anatoli Liádov, en San Petersburgo. Después regresó a Moscú donde continuó estudiando de forma autodidacta, consultando a Arensky y Sergei Taneyev.
En 1917, fue nombrado profesor de composición en el Conservatorio de Moscú, entre otros alumnos tuvo a Vladímir Kriukov (1902-1960), Victor Bely (1904-1983), Dmitri Kabalevski (1904-1984), Leonid Polovinkin ( 1894-1949), Vladimir Vlasov (1903-1986), Vladimir Fere (1902-1971). Ocupó este puesto hasta su muerte. El gran pianista y profesor Léon Conus defendió la música de Catoire durante toda su carrera docente.
Durante su docencia, se interesó por las cuestiones teóricas y en ese sentido introdujo las teorías de Riemann en Rusia.
En 1924-1925 escribió su Teoreticheskiy kurs garmonii, “Curso de teoría de la armonía", en el que analiza, en obras de finales del siglo XIX, la tonalidad y la estructura de los acordes.
Su forma Muzïkal’naya, “Forma musical", se publicó de forma incompleta en Moscú en 1934-1936. En ella desafía ciertos aspectos arbitrarios de las teorías de Riemann sobre el ritmo y demuestra la existencia de formas mixtas y transicionales.
Con estas obras fue pionero de la teoría musical en la Unión Soviética. Pero Georges Catoire, que había sido una figura importante de la vida musical rusa, cayó en el olvido tras su muerte. Percibidas como conservadoras por el nuevo régimen soviético, sus obras no tenían ninguna utilidad sociopolítica para el Régimen y sus publicaciones desaparecieron de la circulación.
En sus obras musicales encontramos influencias de Fauré, Chaikovski, Wagner, Chopin, César Franck y Debussy.
Fue tío abuelo del compositor Jean Catoire .

## Obras
- opus 1, Quatre Lieder, pour voix soliste et piano
- opus 2, Trois morceaux pour le piano [ 1. Chant intime, en mi majeur ; 2. Loin du foyer, en mi bémol majeur ; 3. Soirée d'hiver, en ré majeur], P. Jurgenson, Moscou 1888, dédicacé à Monsieur Du Pavloff [cotage 13796]
- opus 3, Caprice, en sol bémol majeur, pour piano, Jurgenson, Moscou 1886
- opus 4, Quatuor à cordes N.º 1
- opus 5, Rusalka (« La Sirène), cantate sur un poème de M. J. Lermontov, pour soliste, chœur de femmes et orchestre 1888
- opus 6, Six morceaux pour piano [1. Rêverie, en la majeur ; 2. Prélude, en sol bémol majeur ;  3. Scherzo, en si bémol majeur ; 4. Paysage, en la majeur ; 5. Intermezzo, en si bémol majeur ; 6. Contraste, en si mineur], P. Jurgenston, Moscou, dédicacé à Madame Catherine Illine [cotage 20805 ; 20806] 1897
- opus 7, Symphonie, en do mineur 1899
- Sokolov Nikolai Aleksandrovich, Sérénade sur le nom B-la-f, pour deux violons, deux violes et violoncelle (opus 3), réduction pour piano à 4 mains par G. Catoire. M. P. Belaieff, Leipzig 1897
- opus 8, Vision, étude pour piano, 1897
- opus 9, Sept Lieder, pour voix soliste et piano
- opus 10, Cinq Morceaux for piano [1. Prélude ; 2. Prélude ; 3. Capriccioso ; 4. Rêverie ; 5. Légende], A. Gutheil 1899
- opus 11, Quatre Lieder, pour voix soliste et piano
- opus 12, Quatre Morceaux for piano [1. Chant du soir  ; 2. Meditation  ; 3. Nocturne  ; 4. Étude fantastique], P. Jurgenson, Moscou
- opus 13, Mtsïri, poème symphonique d'après Lermontov
- opus 14, Trio, pour piano violon et violoncelle, en fa mineur, P. Jurgenson, Moscou 1902
- opus 15, Sonate N.º 1, en si mineur, pour violon et piano
- opus 16, Quintette à cordes en do mineur (2 violoncelles)
- opus 17, Quatre préludes pour piano [sol dièse mineur ; mi mineur ; do mineur ; si majeur], Édition russe de musique, vers 1909 [cotage R.M.V. 22 ; 23 ; 24 ; 25]. Dédié à Lev Conus.
- opus 18, Trois poèmes pour chœur de femme et piano
- opus 19, Trois poèmes pour voix soliste et piano
- opus 20, Poème, Seconde sonate en un mouvement, pour violon et piano, Édition  russe de musique, Berlin ; Moscou ; Petrograd  1909
- opus 21, concerto pour piano et orchestre en la bémol majeur, Édition russe de musique, Berlin [existe une version pour piano 4 mains]
- opus 22, Six Lieder
- opus 23, Quatuor à cordes n°2, en fa dièse mineur, Russischer Musikverlag, Berlin 1913
- opus 24; Chants du crépuscule, 4 morceaux pour piano [« En rêvant » , en si majeur ; « Capricciosamente », en fa mineur ; « Tranquillo », en ré bémol majeur ; « Poci agitato », en la mineur], Rusischer Musik Verlag, (Édition russe de musique) 1914, dédicacé à Madame M. Menenowa-Lunz  [cotage R.M.V. 95 ; 237 ; 238 ; 239].
- opus 25, Prélude et fugue en sol mineur, pour piano, 1914 [pour orgue, Senart, Roudanez & Cie., Paris]
- opus 26, Élégie, en ré mineur, pour piano et violon ( Elegija dlja fortepiano i skrypky), Édition russe de musique Berlin 1916
- opus 27, œuvre pour voix et piano
- opus 28, Quintette avec piano 1914
- opus 29, Sept Romances, pour voix soliste et piano 1915
- opus 30, Valse, en si majeur, pour piano, 1916
- opus 31, Quatuor avec piano, en la mineur, Muzgiz 1928
- opus 32, Six Romances (Шесть романсов на стихи К.Бальмонта), sur des poèmes de K. Balmont, pour voix soliste et piano
- opus 33, Six Romances, pour voix soliste et piano, sur des poèmes de Vladimir Soloviev, Muzgiz 1916
- opus 34, Quatre morceaux pour piano [1. Poème ; 2. Poème ; 3. Prélude ; 4. Étude], Universal Edition 1928
- opus 35, Tempête (composition du jeune âge), étude pour le piano, Universal Edition 1928  [cotage UE 9060]
- opus 36, Valse, en la bémol majeur, pour piano, 1928
- Fugue tirée de la 1e Suite d'orchestre de P. Tchaïkowski, arrangée à 2 mains par G. Catoire, P. Jurgenson, Moscou
- transcription pour le piano de la Passacaille en ut mineur de Jean-Sébastien Bach

## Discografía

### Piano
- Música para piano - Marc-André Hamelin, piano (10-11 de noviembre de 1998, Hyperion ) OCLC 961022211
- Sonata reminiscencia: Cuatro piezas, op. 6 ( Ensoñación; Contraste; Paisaje ) - Anna Zassimova, piano (2009/2015, Hänssler) OCLC 1049859989

### Música de cámara
- Obras para violín y piano: Sonatas n 1 y 2, Sonata para violín « Poema », op. 20 ; Elegía op. 26 – David Oïstrakh, violín; Vladimir Yampolsky y Alexandre Goldenweiser, piano (1951, 1952 y 1948, Melodiya / Colección de David Oistrakh Vol. 5 Doremi) OCLC 42837352
- Cuartetos de cuerda, op. 16 y 23 ; Cuarteto con piano, op. 31 ; Sonata para violín Poema », op. 20 (1989/2000, Brilliant Classics 93801) - en Treasures of Russian Chamber Music con obras de Arensky, Taneyev y Shostakovich.
- Obras para violín y piano : Sonatas n 1 y 2, Elegía, op. 26, Romance op. 1 n 4 - Albrecht Laurent Breuninger, violín ; Anna Zassimova, piano (27 al 29 de febrero de 2008, CPO ) OCLC 593325580
- Quinteto con piano, 28 - Nils-Erik Sparf, Ulf Forsberg, violines ; Ellen Nisbeth, viola ; Andreas Brantelid, violonchelo ; Bengt Forsberg, piano (enero de 2017, SACD BIS ) OCLC 1108575724

### Orquesta y concierto
- Concierto para piano, op. 21 - Hiroaki Takenouchi, piano ; Orquesta Nacional Real de Escocia, dir. Martin Yates (3 al 4 de agosto de 2011, Dutton) OCLC 801414400, con el segundo concierto de Percy Sherwood .
- Sinfonía en do menor, op. 7 - Real Orquesta Nacional de Escocia, director. Martin Yates (22 y 23 de agosto de 2012, Dutton) OCLC 849496991

### Música vocal
- Poemas para voz y piano - Yana Ivanilova, soprano ; Anna Zassimova, piano (31 de julio al 8 de agosto de 2012, edición Antes) OCLC 864715811